# I Get It In
I Get It In – singel amerykańskiego rapera 50 Centa. Utwór promował album Before I Self Destruct, jednak został zastąpiony przez Do You Think About Me. Ostatecznie nie pojawił się na albumie.

## Lista utworów
1. "I Get It In" - 3:21

## Notowania
| Notowanie (2009)                     | Najwyższa pozycja |
| ------------------------------------ | ----------------- |
| Kanadyjskie notowania                | 52                |
| U.S. Billboard Hot 100               | 53                |
| U.S. Billboard Hot R&B/Hip-Hop Songs | 43                |
| U.S. Billboard Hot Rap Tracks        | 16                |
| U.S. Billboard Pop 100               | 56                |